# جام حذفی فوتبال قبرس
 جام حذفی فوتبال قبرس  (به یونانی: Κύπελλο Κύπρου) مسابقاتی است که به صورت حذفی در کشور قبرس از سال ۱۹۳۴ تاکنون برگزار می‌شود. این جام از ۲۸ تیم که از سراسر کشور قبرس در آن شرکت می‌کنند برگزار می‌شود.
باشگاه فوتبال آپوئل با ۲۱ قهرمانی پرافتخارترین تیم این سری مسابقات به حساب می‌آید.

## پرافتخارترین باشگاه‌ها
| باشگاه              | قهرمانی |
| ------------------- | ------- |
| آپوئل               | ۲۱      |
| اومانیا             | ۱۶      |
| آنورتوسیس فاماگوستا | ۱۱      |
| آپولون لیماسول      | ۹       |
| لیماسول             | ۷       |